# Robertot
Robertot ist eine französische Gemeinde mit 217 Einwohnern (Stand: 1. Januar 2022) im Département Seine-Maritime in der Region Normandie. Die Gemeinde gehört zum Arrondissement Rouen und zum Kanton Yvetot. Die Bewohner werden Robertotais und Robertotaises genannt.

## Geografie
Robertot liegt im Zentrum des Départements, etwa 42 Kilometer nordwestlich von Rouen im Pays de Caux. Umgeben wird Robertot von den Nachbargemeinden Oherville im Norden, Carville-Pot-de-Fer im Osten, Héricourt-en-Caux im Süden sowie Sommesnil im Westen und Südwesten.

## Bevölkerungsentwicklung

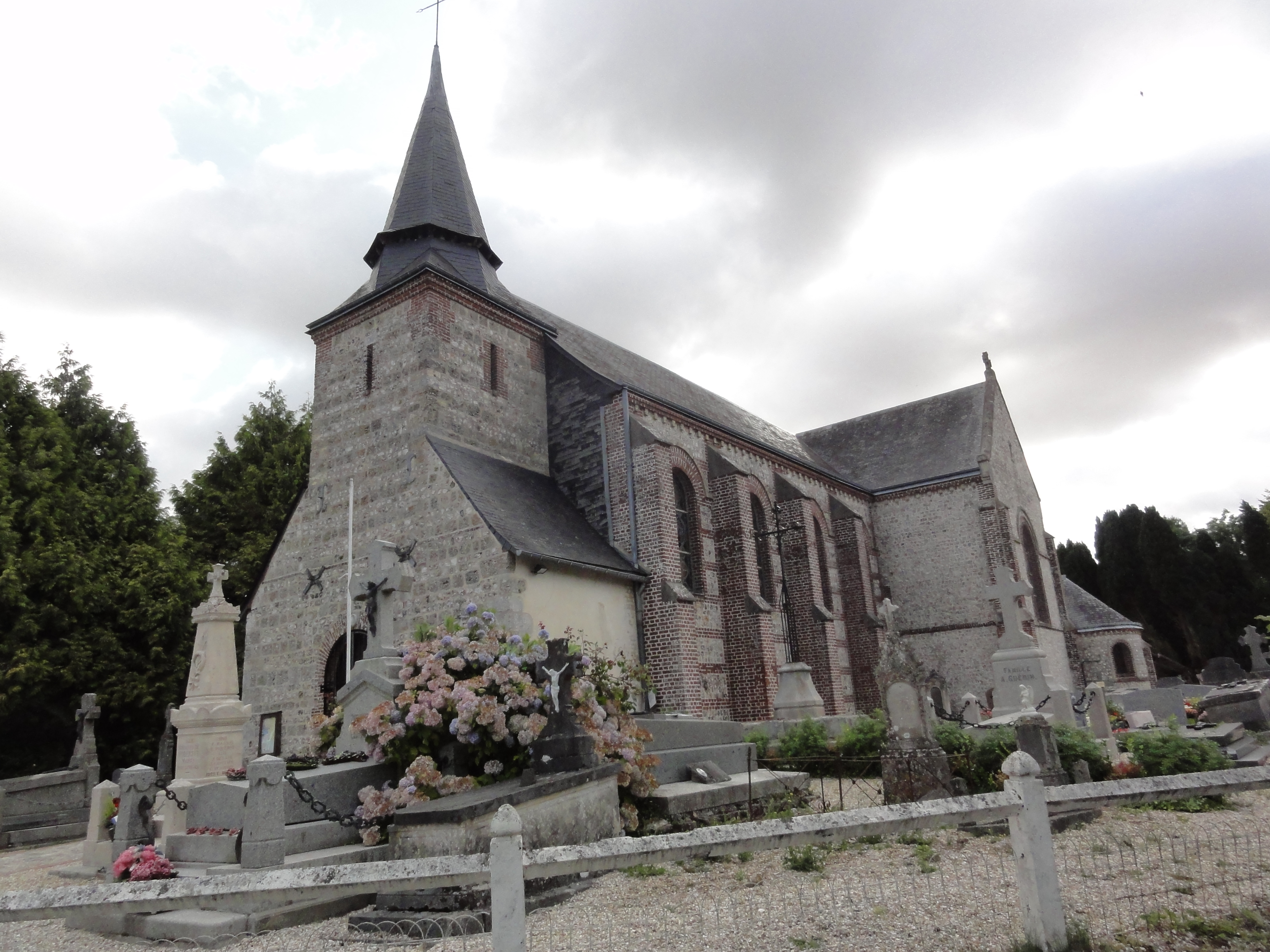
Kirche Saint-Pierre

| Jahr                       | 1962 | 1968 | 1975 | 1982 | 1990 | 1999 | 2006 | 2013 | 2020 |
| Einwohner                  | 172  | 169  | 121  | 132  | 129  | 117  | 178  | 199  | 223  |
| Quellen: Cassini und INSEE |      |      |      |      |      |      |      |      |      |

## Sehenswürdigkeiten
- Kirche Saint-Pierre aus dem 18. Jahrhundert